# الجبهة الوطنية (ماليزيا)
الجبهة الوطنية (بالملايوية: Barisan Nasional)‏ هو ائتلاف سياسي في ماليزيا تأسس عام 1973 كائتلاف من أحزاب اليمين والوسط. يُعد باريسان ناسيونال حاليًا أكبر ائتلاف في ديوان الرعية في البلاد.
يستخدم ائتلاف باريسان ناسيونال نفس نموذج الحكم المشترك بين الطوائف، الذي استخدمه سلفه حزب التحالف، ولكن على نطاق أوسع، إذ شارك في الائتلاف، في مرحلة ما، 14 حزبًا سياسيًا طائفيًا. هيمن الائتلاف على السياسة ماليزيا لأكثر من ثلاثين عامًا بعد تأسيسه، ولكن منذ عام 2008 واجه تحديات أقوى من أحزاب المعارضة، وخاصة حلف باكاتان رعيت (تحالف الشعب) (بّي آر) ولاحقًا تحالف باكاتان هارابان (تحالف الأمل)أو (بّي إتش). امتدت فترة حكم ائتلاف باريسان ناسيونال، مجتمعة مع فترة سلفه حزب (التحالف)، منذ عام 1957 إلى عام 2018، وتُعتبر أطول فترة حزب ائتلاف حاكم في العالم الديمقراطي.
في أعقاب الانتخابات العامة في عام 2018، خسر ائتلاف باريسان ناسيونال قبضته على البرلمان لصالح باكاتان هارابان (بّي إتش) لأول مرة في تاريخ ماليزيا. كانت هذه أيضًا المرة الأولى التي يتحول فيها باريسان ناسيونال إلى ائتلاف المعارضة بعد قضاء، هو وسلفه حزب (التحالف)، ما يقرب من 61 عامًا في السلطة، بعد أن أصبح رئيس الوزراء السابق ورئيس باريسان ناسيونال مهاتير محمد زعيمًا لحزب باكاتان هارابان. عاد الائتلاف إلى السلطة في عهد بيريكاتان ناسيونال (التحالف الوطني) مع أربعة أحزاب أخرى في أعقاب الأزمة السياسية الماليزية لعام 2020.

## نبذة تاريخية

### التشكيل
يُعد باريسان ناسيونال الخلف المباشر لائتلاف التحالف، المكون من المنظمة الوطنية الماليزية المتحدة (يو إم إن أو)، والجمعية الماليزية الصينية (إم سي إيه)، والمؤتمر الهندي الماليزي (إم إي سي). تأسس الائتلاف في أعقاب الانتخابات العامة التي جرت في عام 1969 وأعمال الشغب التي وقعت في 13 مايو. فقد حزب التحالف مكانته في انتخابات عام 1969 لصالح أحزاب المعارضة، وخاصة حزبي العمل الديمقراطي وجيراكان اللذين تشكلا حديثًا، والحزب الإسلامي الماليزي (بّي إيه إس). رغم فوز حزب التحالف بأغلبية المقاعد، إلا أنه فاز بأقل من نصف الأصوات الشعبية، وأدى التوتر الناجم عن ذلك بين مختلف الجماعات إلى أعمال الشغب، والتي وقعت في 13 مايو، وإعلان حالة الطوارئ. بعد أن استأنف البرلمان الماليزي الانعقاد في عام 1971، بدأت المفاوضات مع أحزاب المعارضة السابقة مثل جيراكان وحزب الشعب التقدمي (ماي بّي بّي بّي)، وكلاهما انضم إلى التحالف في عام 1972، وسرعان ما انضم لهما الحزب الإسلامي الماليزي (بّي أيه إس).
في عام 1973، استُبدل ائتلاف باريسان ناسيونال بحزب التحالف. سُجل ائتلاف باريسان ناسيونال، الذي ضم حزبين إقليميين من مدينة صباح وإقليم سراوق (حزب تحالف صباح، وحزب شعب سراوق المتحد (إس يو بّي بّي)، وحزب بيساكا بوميبوترا بيرساتو (بّي بي بي))، في يونيو 1974 بوصفه ائتلافًا من تسعة أحزاب. خاض الائتلاف الانتخابات العامة لعام 1974 كائتلاف كبير بقيادة رئيس الوزراء تون عبد الرزاق، وفاز بنجاح كبير.

### 1977–2007
في عام 1977، طُرِد الحزب الإسلامي الماليزي (بّي إيه إس) من ائتلاف باريسان ناسيونال في أعقاب ثورة داخل المجلس التشريعي لولاية كلنتن ضد رئيس الوزراء الذي عينته الحكومة الفيدرالية. مع ذلك فاز باريسان ناسيونال في الانتخابات العامة لعام 1978 بشكل مقنع، وظل يسيطر على السياسة الماليزية، في ثمانينات القرن العشرين وتسعيناته، على الرغم من بعض الخسائر في انتخابات الولايات، مثل خسارته ولاية كلنتن لصالح الحزب الإسلامي الماليزي (بّي أيه إس)، وخسارته مدينة صباح لصالح حزب صباح الموحد ( بّي بي إس)، والذي انضم في ما بعد إلى ائتلاف باريسان ناسيونال.
بحلول عام 2003، كان ائتلاف باريسان ناسيونال قد نما ليصبح ائتلافًا يضم أكثر من اثني عشر حزبًا طائفيًا. كان أداء الائتلاف جيدًا للغاية في الانتخابات العامة لعام 2004، إذ فاز بـ198 مقعدًا من أصل 219 مقعدًا.
على الرغم من أن ائتلاف باريسان ناسيونال لم يحصل قط على أكثر من 67% من الأصوات الشعبية في الانتخابات التي جرت في الفترة منذ عام 1974 إلى عام 2008، فإنه احتفظ بأغلبية الثلثين من المقاعد في هذه الفترة في ديوان الرعية حتى انتخابات عام 2008، مستفيدًا من نظام التصويت المتبع في ماليزيا- الفوز للأكثر أصواتًا.

### 2019 – حتى الوقت الحاضر
في عام 2019، استعاد ائتلاف باريسان ناسيونال بعض أرضيته وفاز بعدد من الانتخابات الفرعية، مثل الانتخابات الفرعية لعام 2019 في كاميرون هايلاندز، والانتخابات الفرعية لعام 2019 في سيمينيه، والانتخابات الفرعية لعام 2019 في رانتاو، والانتخابات الفرعية لعام 2019 في تانجونغ بياي، وانتخابات كيمانس الفرعية لعام 2020، فألحق الهزيمة بحزب باكاتان.
في سبتمبر 2019، قررت المنظمة الوطنية الماليزية المتحدة (يو إم إن أو) عقد تحالف مع الحزب الإسلامي الماليزي (بّي أيه إس)، وجرت تسميته بالوفاق الوطني (موافقات ناسيونال). الغرض الرئيس من التحالف هو توحيد الجاليات المسلمة الملاوية للأغراض الانتخابية. ومع ذلك، لا يوجد أي اتفاق رسمي مع الأحزاب الأخرى لائتلاف باريسان ناسيونال، على الرغم من وجود دعوات إلى انضمام باريسان ناسيونال إلى ائتلاف موافقات ناسيونال  استمر ائتلاف باريسان ناسيونال في العمل بوصفه تحالفًا من أربعة أحزاب، المنظمة الوطنية الماليزية المتحدة (يو إم إن أو)، والجمعية الماليزية الصينية (إم سي أيه)، والمؤتمر الهندي الماليزي (إم أي سي)، وحزب شعب صباح الموحد (بّي بي آر إس)، لكنه انضم إلى حزب بيريكاتان ناسيونال لتشكيل حكومة جديدة في مارس 2020 بعد انهيار حكومة باكاتان هارابان.

## روابط خارجية
- الموقع الرسمي
- الجبهة الوطنية  على فيسبوك.